# 松井芳
松井 芳（まつい かおる、1991年2月9日 - ）は、日本のナレーター、モデル。身長170cm、B90・W63・H89。

## 来歴・人物
- ラウンドガールの鬼と呼ばれ、全日本キックボクシング連盟、スマックガール、ダイヤモンドグローブ、パンクラス、DEEP、NJKF、CAGE FORCE等のラウンドガールを務めた他、キャンペーンガール、エスコートガールなどで活動している。
- 美脚と評判であり、両足合わせて1億円の保険がかけられている。
- 趣味はゲーム、漫画、アニメ、ドライブ、格闘技観戦、料理、動画作成・編集、コラ画像作成、トイ・ストーリーのエイリアングッズ集め。
- 特技は野球のスコア記入、暗算、エレクトーン、歯磨き指導。
- 暗記が得意であり、開始直前に原稿を渡され、そのまま司会を務めた事がある。
- 無類の漫画好きで、家には千数百冊あり漫画喫茶並である。
- その中でも特にお気に入りは「ジョジョの奇妙な冒険」、「NARUTO -ナルト-」であり、本人ブログでもよく登場する。
- かなりのゲーマーであり、ファイナルファンタジーVII購入時には10時間やり続けた。
- パチンコ・スロットのライター活動も盛んに行っている。ニコ生やYouTubeにも多数出演中。
- 近年はMCや司会、ナレーターとして活動中。